# Edmund von Lattorff
Matthias Alexius Friedrich Edmund von Lattorff (* 10. Februar 1823 in Klieken; † 27. Juli 1900 in Berlin) war ein deutscher Verwaltungsbeamter und Parlamentarier.

## Leben
Seine Eltern waren Matthias August Karl Wilhelm von Lattorff (* 24. April 1794; † 9. Januar 1870) und dessen Ehefrau Amalie Pauline von Houwald (* 4. September 1801; † 22. Januar 1872)  aus dem Haus Straupitz. Der Vater war Herr auf Klieken-Oberhof sowie königlich-preußischer Kammerherr Heinrich von Houwald war sein Onkel. Alfred von Lattorf war sein Bruder.
Edmund von Lattorff studierte an der Ruprecht-Karls-Universität Heidelberg. 1842 wurde er Mitglied des Corps Guestphalia Heidelberg. Nach dem Studium trat er in den preußischen Staatsdienst ein. Von 1854 bis 1879 war er Landrat des Kreises Salzwedel. Anschließend war er Oberregierungsrat in Stralsund. Nach seiner Pensionierung lebte er in Berlin.
1867–1873 und 1879–1882 saß Lattorff als Abgeordneter des Wahlkreises Magdeburg 1 (Salzwedel, Gardelegen) im Preußischen Abgeordnetenhaus. Er gehörte der Fraktion der Konservativen Partei an. Er war auch Mitglied im Provinziallandtag der Provinz Sachsen.
Er heiratete am 26. Oktober 1858 Marie von Alvensleben (* 25. März 1839; † 25. Januar 1930). Sie war die Tochter des Königlich Preußischen Geheimen Rates Grafen Ludolf Friedrich Ferdinand von Alvensleben (* 23. Januar 1803; † 11. Juli 1889) und der Reichsgräfìn Louise Therese Pauline von der Schulenburg-Priemern (* 5. Februar 1810; † 27. September 1882).

## Werke
- Festrede zu Ehren von Ferdinand von Alvensleben, Salzwedel 1877.